# Sauvanyà
Sauvanyà es un despoblado español del municipio de Ribera de Urgellet, en la comarca del Alto Urgel, provincia de Lérida, comunidad autónoma de Cataluña.

## Geografía
El pueblo se encuentra a 1081 m s. n. m.

## Monumentos
Iglesia de San Esteban de Sauvanyà.